# Icterus bonana
Corrupião-de-martinica ou corrupião-da-martinica (Icterus bonana) é uma espécie de ave da família Icteridae. É uma ave endêmica de Martinica. Atualmente está ameaçada de extinção.

## Habitat
Os seus habitats naturais são: florestas secas tropicais ou subtropicais , florestas subtropicais ou tropicais húmidas de baixa altitude, florestas de mangal tropicais ou subtropicais e plantações.